# Арват Федір Степанович
Фе́дір Степа́нович Арва́т (18 квітня 1928, село Олександрівка, нині Ширяївського району Одеської області — 2 листопада 1999, Ніжин) — український мовознавець, педагог. Кандидат філологічних наук (1964). Професор (1989). Академік Академії педагогічних наук України (1992). Заслужений працівник народної освіти України (1999).

## Життєпис
Федір Степанович Арват народився 18 квітня 1928 року в селі Олександрівка, нині Ширяївського району Одеської області.
1952 року закінчив філологічний факультет Одеського університету, здобув фах учителя української мови та літератури. Один рік працював учителем середньої школи в селі Старі Бросківці Сторожинецького району Чернівецької області. 1956 року закінчив аспірантуру.
Працював методистом, завідувачем відділу (1956—1961) Чернівецького інституту удосконалення кваліфікації вчителів; викладачем, доцентом кафедри української мови (1961—1975) Чернівецького університету. Десять років був деканом філологічного факультету.
Далі працював проректором із навчальної роботи (1976—1977), ректором (1978—1995), радником ректора (1996—1999) Ніжинського педагогічного інституту (нині Ніжинський державний університет імені Миколи Гоголя).
Федора Арвата було нагороджено орденом Трудового Червоного Прапора та орденом Дружби народів.
Постановою Кабінету Міністрів України від 16 червня 1992 року професора Арвата було затверджено дійсним членом — засновником Академії педагогічних наук України.
1 жовтня 1999 року Указом Президента України Леоніда Кучми Федорові Арвату було надано звання «Заслужений працівник народної освіти України» — за вагомий особистий внесок у розвиток національної освіти, впровадження сучасних методів навчання і виховання молоді . А через місяць після цього, 2 листопада 1999, Федір Степанович помер.

## Наукова діяльність
У науковій роботі Федора Арвата цікавила гоголівська тема. Серед таких робіт:
- «Із спостережень над мовою перекладу І. Я. Франком поеми М. В. Гоголя „Мертві душі“»;
- «До питання про переклад поеми М. В. Гоголя „Мертві душі“»;
- «Народні українські мовні елементи в перекладі Іваном Франком „Мертвих душ“ М. В. Гоголя»;
- «Звертання в перекладі „Мертвих душ“ Іваном Франком».

Федір Степанович захоплювався проблемами перекладу і, як історик української мови, цю тему охопив у працях:
- «Максим Рильський — теоретик перекладу»;
- «Іван Франко — перекладач на українську мову творів М. Є. Салтикова-Щедріна».

Ще Федір Арват видав брошуру «З історії українського перекладу».
Науковий доробок Федора Степановича дозволив йому успішно зайняти посаду професора кафедри української мови.
Співавтор підручників із російської мови для середньої школи з молдавською мовою навчання (сім видань, 1973—1988).
Редактор і співавтор колективних досліджень «Родинно-сімейна енциклопедія» (К., 1996), «Педагогіка спілкування» (К., 1997).